# Stéphane Fontaine
Stéphane Fontaine ist ein französischer Kameramann. Bekanntheit erlangte er vor allem durch seine wiederholte Zusammenarbeit mit dem Filmregisseur Jacques Audiard.

## Leben
Stéphane Fontaine kam über die Fotografie zum Film. Scheu und Büchern sehr zugetan, absolvierte er seine Ausbildung an der Pariser École Louis-Lumière, zu deren erfolgreichen Absolventen unter anderem Henri Decaë, William Lubtchansky und Eduardo Serra zählen. Er begann ab Mitte der 1980er Jahre langsam im Filmgeschäft Fuß zu fassen. Erstmals war Fontaine 1985 an einem Kurzfilm von Pierre Chenal beteiligt, bei dessen Dreharbeiten er unter anderem Entfernungen maß und den Schauspieler Jean Bouise kennenlernte. Daraufhin folgten Spielfilme von Georges Lautner (Das ermordete Haus, 1988; Ein Mann weiß zuviel, 1990), Jim Jarmusch (Night on Earth, 1991) und Leos Carax (Die Liebenden von Pont-Neuf, 1991), bei denen er so bekannten Chef-Kameraleuten wie Yves Rodallac oder Jean-Yves Escoffier assistierte. Später traf Fontaine auf Éric Gautier, den er zwischen 1993 und 1998 an neun Filmprojekten unterstützte, darunter preisgekrönte Werke wie Olivier Assayas’ Irma Vep, Arnaud Desplechins Ich und meine Liebe, Nicole Garcias Der Lieblingssohn oder Patrice Chéreaus Wer mich liebt, nimmt den Zug.
Nach zwölf Jahren Arbeit als Kameraassistent (eine „einsame Tätigkeit“) wurde Fontaine 1999 Chef-Kameramann und zeichnete für die Bilder von Eliane de Latours preisgekröntem Afrika-Drama Bronx-Barbès verantwortlich. Das amerikanische Branchenblatt Variety lobte den Franzosen daraufhin für seinen Umgang mit dem Breitbildformat kombiniert mit dem gelegentlichen Einsatz der Handkamera, die den Film von den meisten afrikanischen Produktionen unterscheide. Fontaine wählt nur Filmprojekte aus, die ihn persönlich interessieren. „Ich lehne ab, wenn ich nicht das Verlangen des Filmemachers spüre.“ Die Arbeit mit Regisseuren beschreibt er eher als eine „glorreiche Schlacht mit dem Filmemacher“, anstatt als reinen „Dienst am Film“. Die Arbeit sei „ein wohlweislich gefährliches Experiment“, das ihn dorthin bringe, wohin er normalerweise nicht gelangen würde. Den neuen technischen Errungenschaften in seinem Métier steht Fontaine eher kritisch gegenüber, so etwa digitalen, schnell löschbaren Speichermedien. „Durch die Vermeidung von Streichungen, Zagen und Zaudern verlieren wir die Entwicklung, die Erinnerung an die Arbeit“, so Fontaine.
Nach der erneuten Zusammenarbeit mit Arnaud Desplechin (Leo in Männergesellschaft, 2003) und Agnès Jaoui (Schau mich an!, 2004) stellte sich der Durchbruch mit seiner fünften Arbeit als Chef-Kameramann, Jacques Audiards Der wilde Schlag meines Herzens (2005), ein. Der von der Kritik hochgelobte, düstere Kriminalfilm mit Romain Duris in der Hauptrolle brachte Fontaine 2006 den César ein, Frankreichs nationalen Filmpreis. Ebenso beeindruckt zeigten sich deutschsprachige Kritiker von der „fiebrig“ beschriebenen Kameraarbeit, für die Fontaine einmal mehr auf die Handkamera zurückgegriffen hatte. Die Kamera des Franzosen wirke ebenso wie der Protagonist „stets wie auf dem Sprung, und die Lichtgebung evoziert eine Art impressionistischen Film noir“, so Michael Kohler (film-dienst). Fontaine fühle sich laut eigenem Bekunden wohl in dieser Art Kino, das sich wie der nachfolgende Film Selon Charlie (2006) „um die Überholung, die Offenbarung“ drehe.
2007 und 2008 trat Fontaine mit Kasi Lemmons’ Drama Talk to Me und Barry Levinsons Hollywood-Satire Inside Hollywood auch im internationalen Kino in Erscheinung. Erfolg als Kameramann war ihm jedoch erst wieder mit dem Gefängnisfilm Ein Prophet (2009) beschieden, bei dem er erneut mit Regisseur Jacques Audiard zusammenarbeitete. Gérard Leforet (Libération) lobte die „visionäre“ Kameraarbeit Fontaines, die ihm eine Nominierung für den Europäischen Filmpreis und einen weiteren César einbrachte. „Es ist Kafka der die Kamera hält, auf die Strafkolonie, wo die Urteile in die Epidermis der Verurteilten geritzt werden“, so Laforet. Nach Arbeiten für Paul Haggis (72 Stunden – The Next Three Days, 2010) und Mia Hansen-Løve (Eine Jugendliebe, 2011) folgte 2012 die dritte Zusammenarbeit mit Audiard an dem Drama Der Geschmack von Rost und Knochen mit Marion Cotillard und Matthias Schoenaerts in den Hauptrollen.

## Filmografie (Auswahl)
Filme als Kameramann:
- 1996: Ich und meine Liebe (Comment je me suis disputé … (ma vie sexuelle))
- 1999: Rien à dire (Kurzfilm)
- 2000: Bronx-Barbès
- 2001: Les Trois théâtres (Kurzfilm)
- 2002: Verraten und verkauft (La vie nouvelle)
- 2003: Leo in Männergesellschaft (En jouant „Dans la compagnie des hommes“)
- 2004: Schau mich an! (Comme une image)
- 2005: Der wilde Schlag meines Herzens (De battre mon cœur s’est arrêté)
- 2006: Selon Charlie
- 2006: Je m’appelle Elisabeth
- 2007: Talk to Me
- 2008: Inside Hollywood (What Just Happened?)
- 2009: Espion(s)
- 2009: Ein Prophet (Un prophète)
- 2010: L’autre Dumas
- 2010: 72 Stunden – The Next Three Days (The Next Three Days)
- 2011: Eine Jugendliebe (Un amour de jeunesse)
- 2012: Der Geschmack von Rost und Knochen (De rouille et d’os)
- 2013: Jimmy P. (Psychotherapy of a Plains Indian)
- 2016: Captain Fantastic – Einmal Wildnis und zurück (Captain Fantastic)
- 2016: Elle
- 2016: Jackie: Die First Lady (Jackie)
- 2019: The Kill Team
- 2020: Ammonite
- 2024: Konklave (Conclave)

## Auszeichnungen
- 2006: Golden Camera 300 des Manaki Brothers Film Festival für Der wilde Schlag meines Herzens
- 2006: César für Der wilde Schlag meines Herzens (Beste Kamera)
- 2009: Bronze Camera 300 des Manaki Brothers Film Festival für Ein Prophet
- 2009: César für Ein Prophet (Beste Kamera)
- 2009: Nominierung für den Europäischen Filmpreis für Ein Prophet (Beste Kamera)
- 2013: César-Nominierung für Der Geschmack von Rost und Knochen
- 2017: César-Nominierung für Elle